# Matej Facij
Matej Facij, * 17. stoletje; † 18. stoletje, Polhov Gradec, slovenski podobar in rezbar italijanskega rodu.

## Življenje in delo
Bil je italijanskega rodu. V Polhov Gradec je prišel v začetku 18. stoletja z Dunaja in ustanovil umetniško delavnico. Delal je v samem kraju in v okolici. Pri delu sta mu pomagala sinova Gregor in Anton. Po Gregorjevi rani smrti se je z njegovo vdovo poročil Tomaž Šifrer, ki je prav tako poprijel za delo v delavnici.
Največji mojstrovini delavnice sta baročna oltarja v cerkvi sv. Petra v Dvoru in glavni oltar župnijske cerkve Marijinega rojstva v Polhovem Gradcu. Oltar v župnijski cerkvi je bil v preteklih letih popolnoma obnovljen in ga prištevajo med največje baročne oltarje na Slovenskem. V slednji so se nahajali še štirje njihovi oltarji, ki po so bili v ljubljanskem potresu 1895 popolnoma uničeni. Danes strokovnjaki uvrščajo to delavnico med najvidnejše slovenske baročne mojstre.